# Tramway de Florence
Le tramway de Florence est un système de transport en commun en site propre de type tramway desservant la ville de Florence et une partie de son agglomération (Scandicci), en Italie.
Il se compose de deux lignes, d’une longueur totale de 19,3 km. La première ligne, appelée T1 « Leonardo », a été inaugurée en 2010 et prolongée en 2018, tandis que la seconde, appelée T2 « Vespucci », a été ouverte en 2019 et prolongée en 2025.
En 2025, le réseau compte deux lignes soit au total 19 km et 47 stations. Le tramway dessert la gare principale et l'aéroport de la ville.

## Histoire
- 1879 : introduction du tramway à Florence[1] ;
- 1921 : le réseau atteint son apogée avec 120 km de lignes[1] ;
- 1958 : abandon et démantèlement du tramway[1] ;
- Février 2010 : retour du tramway, ouverture de la première ligne T1 de 7,4 kilomètres et 14 stations entre Villa Costanza à Scandicci et Alamanni-Stazione, à proximité de la gare de Florence-Santa-Maria-Novella[2],[5] ;
- 16 juillet 2018 : extension de la ligne T1 de 4,1 kilomètres et 12 stations depuis Alamanni-Stazione vers Careggi[2],[6]. En phase projet ce tronçon était appelé « ligne T3 » mais il est finalement intégré et ouvert au public comme un prolongement de la ligne T1 ;
- 11 février 2019 : mise en service de la ligne T2 de 5,3 kilomètres et 12 stations (dont une en correspondance avec la ligne T1) entre Piazza dell’Unità d’Italia et l'aéroport de Florence-Peretola[3] ;
- 25 janvier 2025 : extension de la ligne T2 jusqu'à San Marco Universita[4].
- pour plus d'informations veuillez consultez ce lien:https://tuttatoscana.net/storia-e-microstoria-2/tramway-e-tranvai-tranvie-nellarea-fiorentina/

## Réseau
| Ligne | Terminus                                           | Ouverture       | Longueur | Stations |
| ----- | -------------------------------------------------- | --------------- | -------- | -------- |
| T1    | Villa Costanza - Careggi Ospedale                  | 14 février 2010 | 11,5 km  | 26       |
| T2    | San Marco Università - Peretola Peretola Aeroporto | 11 février 2019 | 7,8 km   | 21       |

## Exploitation

### Contrat
Le tramway de Florence est exploité et maintenu par GEST, filiale de RATP Dev, pour le compte de la municipalité de Florence.

### Offre de service
Le tramway de Florence circule tous les jours, de 5 heures 30 à minuit 30 environ du dimanche au jeudi et jusqu'à 2 heures du matin environ les vendredis et samedis soirs. Le temps de parcours complet est de 40 minutes environ entre Villa Costanza et Careggi sur la ligne T1, et de 22 minutes environ entre Unità et Aeroporto Peretola sur la ligne T2,. La fréquence est d'un train toutes les quatre minutes et vingt secondes en heure de pointe,.